# Turgiele (gmina w województwie wileńskim)
Turgiele (do 1920 Ilino) – dawna gmina wiejska istniejąca w latach 1920–1939 na obszarze okręgu wileńskiego ZCZW/Ziemi Wileńskiej/woj. wileńskiego (obecnie na Litwie). Siedzibą gminy były Turgiele (Turgeliai).
Gmina powstała 1 marca 1920 w związku z przemianowaniem gminy Ilino na Turgiele. Wchodziła w skład utworzonego 7 czerwca 1919 przez Zarząd Cywilny Ziem Wschodnich okręgu wileńskiego, przejętego 9 września 1920 przez Tymczasowy Zarząd Terenów Przyfrontowych i Etapowych. W związku z powstaniem Litwy Środkowej 9 października 1920 gmina wraz z główną częścią powiatu wileńskiego znalazła się w jej strukturach. 13 kwietnia 1922 roku gmina weszła w skład objętej władzą polską Ziemi Wileńskiej (powiat wileński połączono z powiatem trockim w nowy powiat wileńsko-trocki), przekształconej 20 stycznia 1926 roku w województwo wileńskie.
1 grudnia 1933 roku do gminy Turgiele włączono część gminy Polany w powiecie oszmiańskim (wieś Masie). Po wojnie obszar gminy Turgiele wszedł w struktury administracyjne Związku Radzieckiego.